# Kitchener-Insel
Die Kitchener-Insel (englisch Kitchener’s Island; arabisch auch Geziret an-Nabatat, arabisch جزيرة النباتات, DMG Ǧazīrat an-Nabātāt ‚Insel der Pflanzen‘) ist eine kleine Flussinsel im Nil in Ägypten. Sie erstreckt sich unterhalb des ersten Katarakts auf einer Länge von 650 Metern in Südwest-Nordost-Richtung bei einer Breite bis zu 115 Metern westlich der größeren Nilinsel Elephantine und dem Stadtgebiet von Assuan nahe dem östlichen Nilufer. Auf der 6,5 Hektar großen Kitchener-Insel befindet sich der Botanische Garten der Stadt Assuan.

## Geschichte
Die Insel ist nach Horatio Herbert Kitchener benannt, dem Sirdar (Oberbefehlshaber) der ägyptischen Armee von 1892 bis 1899, ersten Generalgouverneur des Anglo-Ägyptischen Sudan im Jahr 1899 und späteren ersten Earl Kitchener of Khartoum. Man überließ ihm die Insel 1899 für seine Verdienste bei der Niederschlagung des Mahdi-Aufstands im Sudan nach der Schlacht von Omdurman. Sie war bis zu seinem Tod im Juni 1916 in seinem Besitz.
Auf Kitchener geht die Bepflanzung der Insel zurück, der hier viele exotische Blumen, Bäume und andere Pflanzen aus Asien und Afrika setzen ließ, die den Grundstock des heutigen Botanischen Gartens bildeten. Die Insel ging später in das Eigentum der ägyptischen Regierung über, die auf ihr eine biologische Forschungsstation einrichtete. In der Gegenwart ist die Kitchener-Insel ein beliebtes Ausflugsziel für Touristen und Einheimische.

## Beschreibung
Die Insel beheimatet tropische und subtropische Pflanzen Afrikas und Asiens, die hier parkartig angepflanzt wurden. Dazu zählen Mahagonibäume, Brotfruchtbäume, Muskatnussbäume, Trompetenbäume, Mango- und Maulbeer-Feigenbäume, vielfarbige Bougainvillea-Büsche, Malven, Oleander, Hibisken, Waldreben und Weihnachtssterne. Der Pflanzenreichtum bildet einen idealen Nistplatz für zahlreiche Vogelarten.

Ansichten der Insel
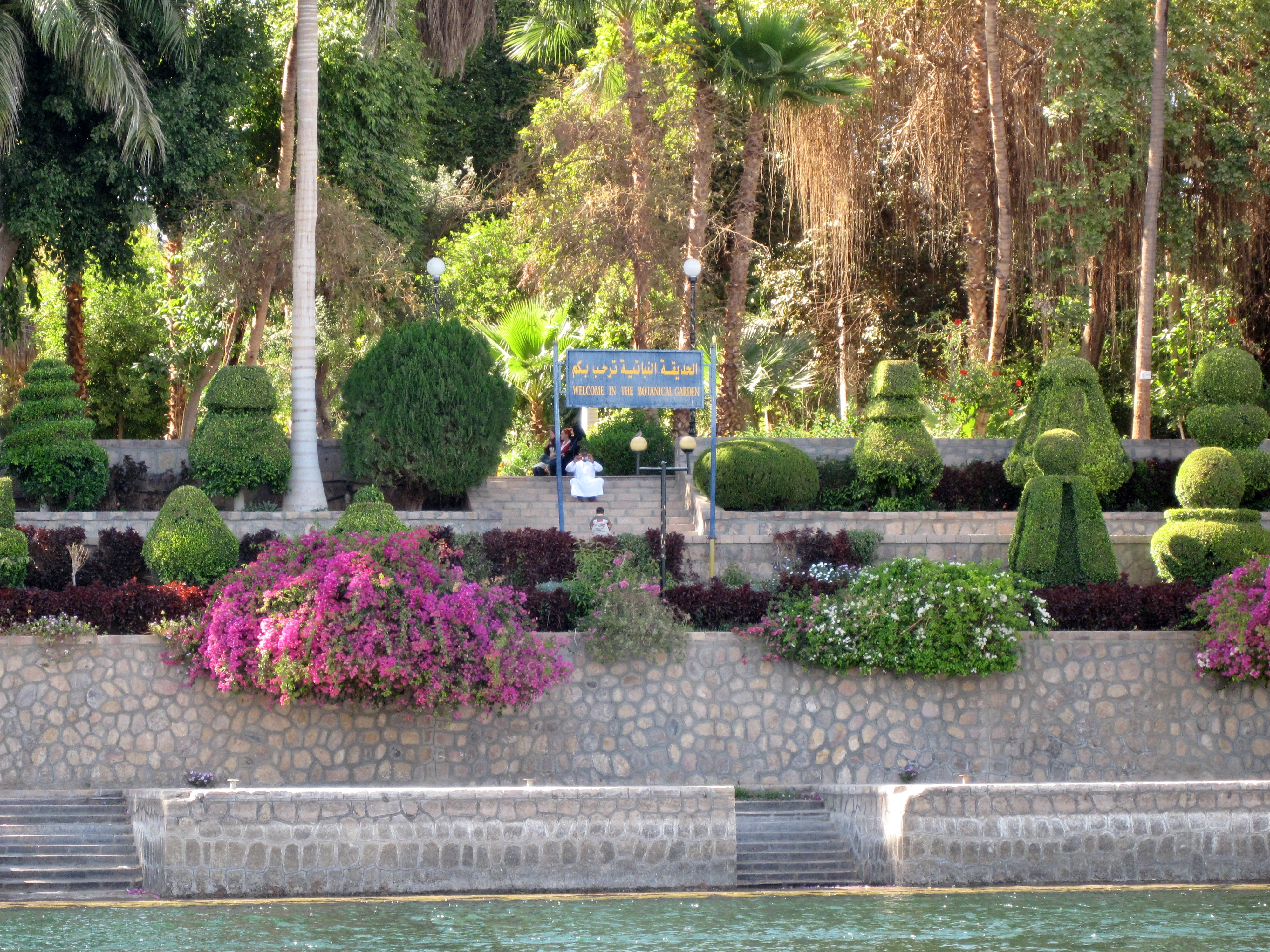
Südostufer der Insel mit Botanischem Garten
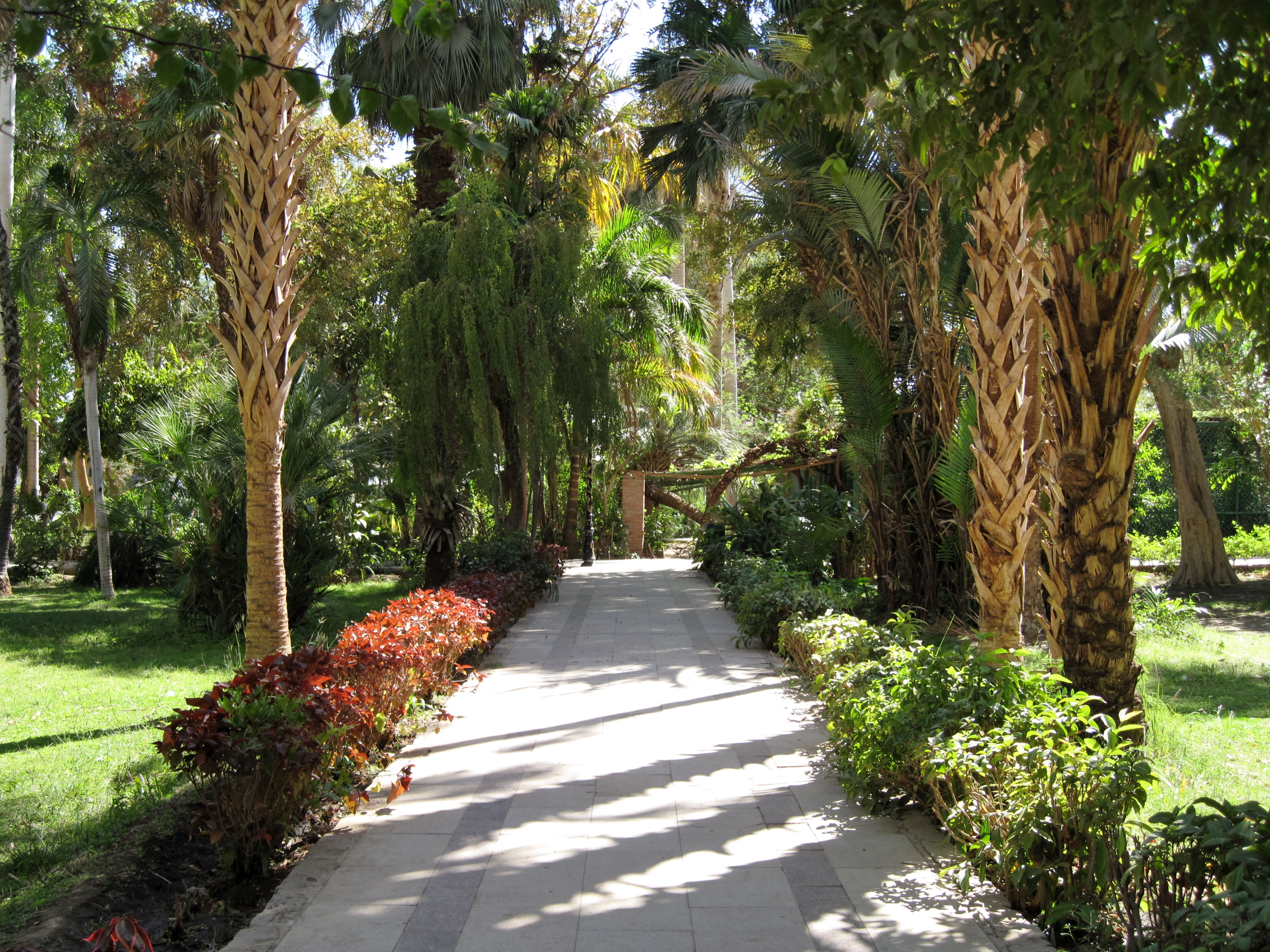
Weg im Botanischen Garten
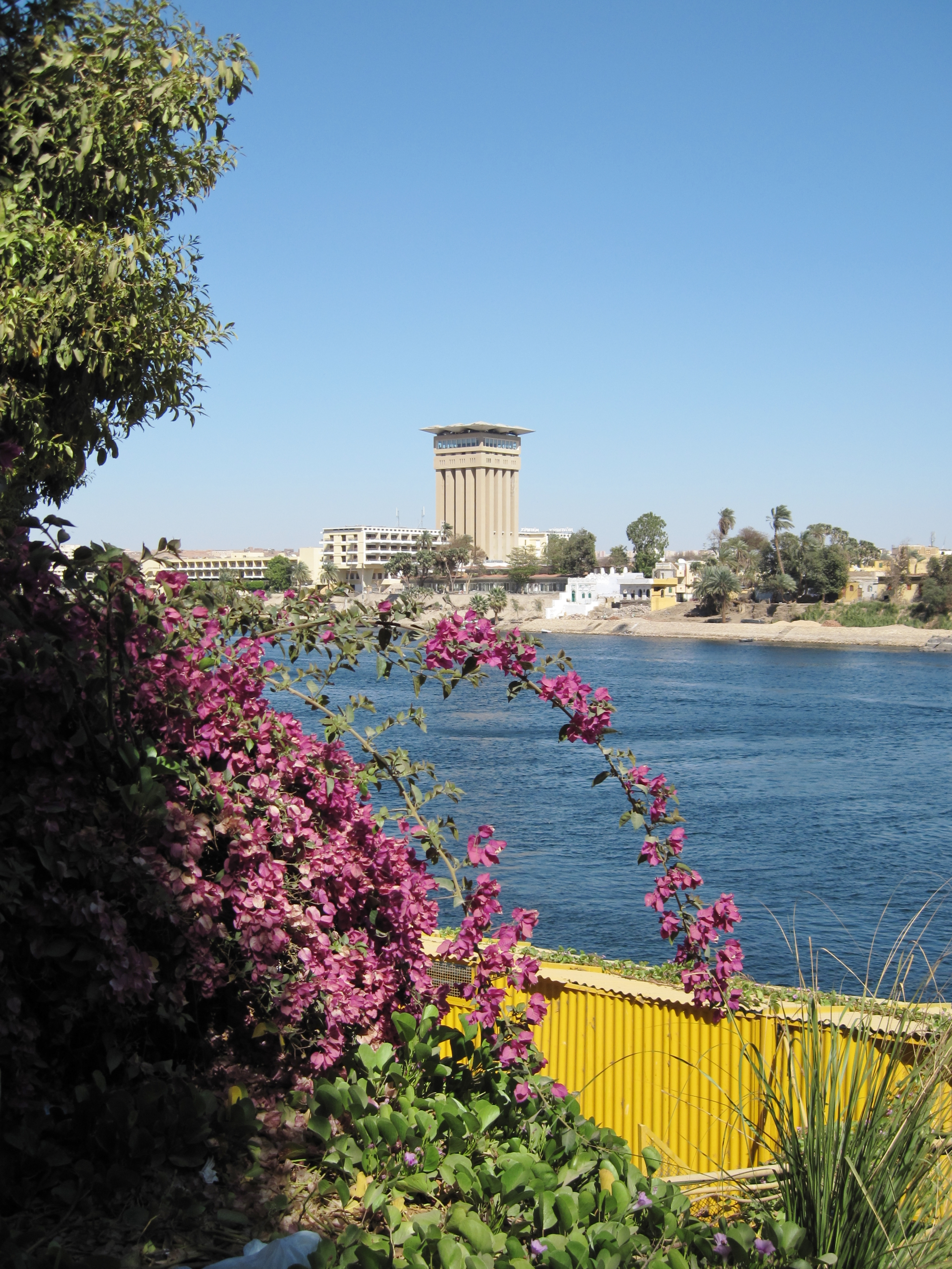
Blick Richtung Elephantine und Assuan
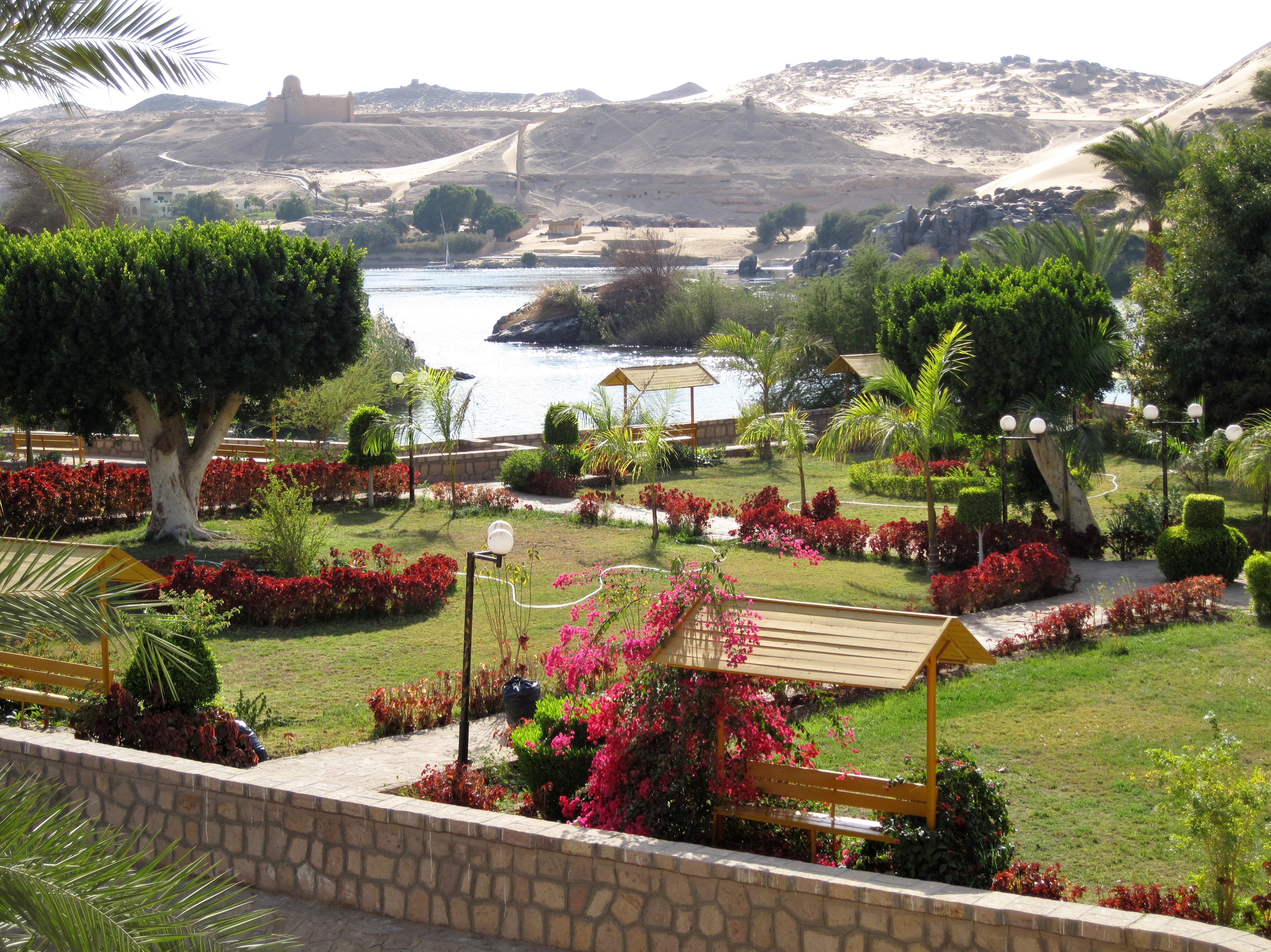
Südwestseite der Insel
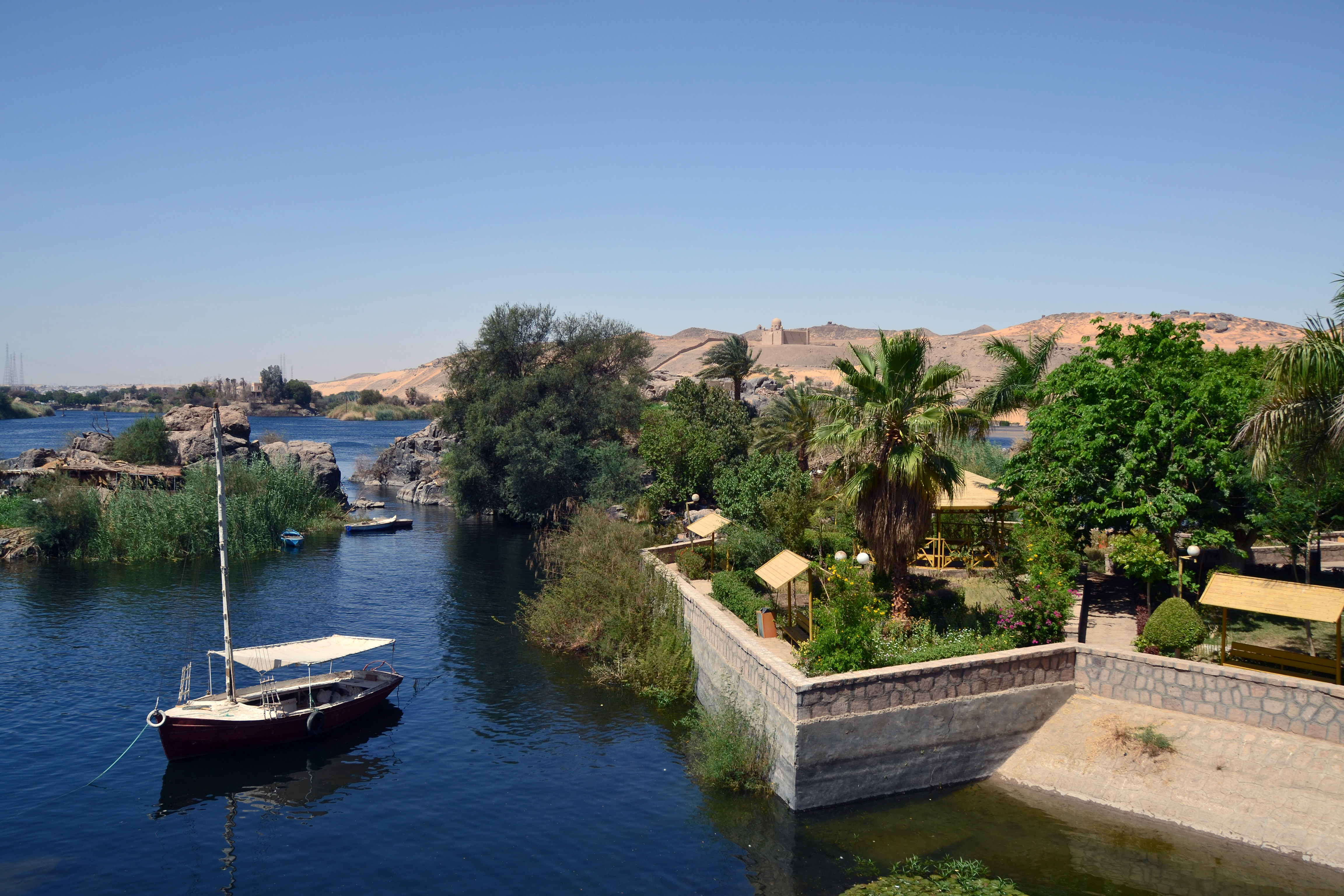
Südspitze der Insel